# Charlotte McShane
Charlotte McShane née le 14 août 1990 à Wick, en Écosse  est une triathlète professionnelle australienne d'origine écossaise.

## Biographie
Charlotte McShane est née à Wick, en Écosse, avant de déménager à Helensburgh sur la côte Ouest écossaisse. Dès l'âge de sept ans elle pratiquait le triple sport, elle suivait ses sœurs aînées et son père dans des triathlons et des courses de cross-country à travers le Royaume-Uni. En 2001, Charlotte a regardé et soutenu son père Frank qui participait à l'Ironman d'Hawaï. Au cours des années suivantes, elle a fréquenté la Glasgow School of Sport à Bellahouston et s'est concentrée sur la course à pied avec l'entraîneur Norrie Hay.
En novembre 2005 à l'âge de quinze ans, Charlotte immigre en Australie avec sa famille, en quête de changement de vie et de soleil. Ils ont emménagé à Bairnsdale, une ville rurale sur la côte Est de l'état de Victoria. En 2010, charlotte déménage dans le centre d'entraînement de Jamie Turner à Wollongong où elle s'entraine avec un groupe d'élite appelé Wollongong Wizards. Charlotte est basée dans cette base sportive pendant l'été australien, puis à Vitoria-Gasteiz dans la région basque d'Espagne pendant la saison de triathlon de l'hémisphère nord. Charlotte devient championne du monde espoirs en 2013. Quatre années plus tard, elle est championne du monde en relais mixte avec l'équipe d'Australie.

## Palmarès
Le tableau présente les résultats les plus significatifs (podium) obtenus sur le circuit national et international de triathlon depuis 2010,,.
| Année | Compétition                                             | Pays        | Position           | Temps           |
| ----- | ------------------------------------------------------- | ----------- | ------------------ | --------------- |
| 2023  | Coupe d'Asie - Etape de Subic Bay                       | Philippines | Médaille d'or      | 58 min 43 s     |
| 2023  | Coupe d'Océanie - Etape de Busselton                    | Australie   | Médaille d'or      | 19 min 22 s     |
| 2017  | Championnat du monde en relais mixte                    | Allemagne   | Médaille d'or      | 1 h 22 min 38 s |
| 2016  | WTS Cozumel (finale)                                    | Mexique     | Médaille de bronze | 1 h 59 min 25 s |
| 2016  | Championnat du monde de triathlon cross en relais mixte | Australie   | Médaille d'or      | 1 h 44 min 54 s |
| 2016  | Championnat du monde en relais mixte                    | Allemagne   | Médaille d'argent  | 1 h 20 min 58 s |
| 2015  | Grand Prix de triathlon - Étape d'Embrun                | France      | Médaille d'or      | Timing          |
| 2015  | Grand Prix de triathlon - Étape de Valence              | France      | Médaille d'argent  | Timing          |
| 2013  | Championnat d'Australie de triathlon courte-distance    | Australie   | Médaille de bronze | 2 h 10 min 54 s |
| 2011  | Coupe panaméricaine - Etape de Myrtle Beach             | États-Unis  | Médaille d'argent  | 2 h 1 min 55 s  |
| 2010  | Coupe d'Europe - Etape de Genève                        | Suisse      | Médaille d'argent  | 2 h 19 min 17 s |
| 2010  | Coupe d'Europe - Etape de Strathclyde                   | Royaume-Uni | Médaille de bronze | 2 h 7 min 53 s  |